# Chênedouit
Chênedouit est une ancienne commune française, située dans le département de l'Orne en région Normandie, devenue le 1er janvier 2016 une commune déléguée au sein de la commune nouvelle de Putanges-le-Lac.
Elle est peuplée de 168 habitants.

## Toponymie
Le nom de la localité est cité sous les formes latinisées Quercus docta et Quercusducta en 1373.
Il s'agit d'une formation médiévale tardive, basée apparemment sur le français chêne et du bas-latin ductus, désignant encore de nos jours un « petit ruisseau » ou de l'ancien français douit « ruisseau », variante de douet, selon un mode de composition déterminant-déterminé influencé par le germanique (ou le scandinave cf. noms de ruisseaux et de localités en -bec), d'où le sens global de « chêne du douit ou douet », « chêne du ruisseau ».
On retrouve le mot douit et probablement une relation, dans le hameau du Grand Douit à Craménil (Orne) à 5 km, et dans les noms de rivières de la Manche : le Douit, le Douits et le Grand Douit également.

## Histoire
- 1605 : Le seigneur du Repas est Jean-Baptiste Sallet (ou Salet) ; fils de Sanson Salet (du Repas) bailli de Saint Aubert et de Renée le Verrier (de Lougey) ; frère de Georges ; père de Nicolas et de Gilonne.
- 1621 : Nicolas Sallet est dit « Seigneur et patron du Repas ».
- 1944 : Le 13 août, le général Heinrich Eberbach y a eu son QG.

## Politique et administration

### Liste des maires
| Période                                  | Période       | Identité          | Étiquette | Qualité             |
| ---------------------------------------- | ------------- | ----------------- | --------- | ------------------- |
| juin 1995                                | mars 2008     | Pierre Moracchini | SE        | Retraité de la SNCF |
| mars 2008                                | mars 2014     | Jean-Claude Duval | SE        | Retraité            |
| mars 2014                                | décembre 2015 | Serge Drugeon     | SE        | Retraité de l'EDF   |
| Les données manquantes sont à compléter. |               |                   |           |                     |

### Liste des maires délégués
| Période        | Période      | Identité         | Étiquette | Qualité      |
| -------------- | ------------ | ---------------- | --------- | ------------ |
| 5 janvier 2016 | 15 mars 2020 | Serge Drugeon    | SE        | Retraité EDF |
| 15 mars 2020   | En cours     | Philippe Mallard | SE        | Retraité     |

## Démographie
L'évolution du nombre d'habitants est connue à travers les recensements de la population effectués dans la commune depuis 1793. À partir du 1er janvier 2009, les populations légales des communes sont publiées annuellement dans le cadre d'un recensement qui repose désormais sur une collecte d'information annuelle, concernant successivement tous les territoires communaux au cours d'une période de cinq ans. 
Pour les communes de moins de 10 000 habitants, une enquête de recensement portant sur toute la population est réalisée tous les cinq ans, les populations légales des années intermédiaires étant quant à elles estimées par interpolation ou extrapolation. Pour la commune, le premier recensement exhaustif entrant dans le cadre du nouveau dispositif a été réalisé en 2006,.
En 2022, la commune comptait 168 habitants, en évolution de 0 % par rapport à 2016 (Orne : −1,53 %, France hors Mayotte : +2,49 %).
| 1793 | 1800 | 1806 | 1821 | 1836 | 1841 | 1846 | 1851 | 1856 |
| ---- | ---- | ---- | ---- | ---- | ---- | ---- | ---- | ---- |
| 347  | 338  | 364  | 366  | 681  | 709  | 719  | 671  | 656  |

| 1861 | 1866 | 1872 | 1876 | 1881 | 1886 | 1891 | 1896 | 1901 |
| ---- | ---- | ---- | ---- | ---- | ---- | ---- | ---- | ---- |
| 678  | 627  | 608  | 643  | 531  | 478  | 446  | 416  | 415  |

| 1906 | 1911 | 1921 | 1926 | 1931 | 1936 | 1946 | 1954 | 1962 |
| ---- | ---- | ---- | ---- | ---- | ---- | ---- | ---- | ---- |
| 391  | 381  | 306  | 332  | 303  | 274  | 283  | 262  | 249  |

| 1968 | 1975 | 1982 | 1990 | 1999 | 2006 | 2011 | 2016 | 2020 |
| ---- | ---- | ---- | ---- | ---- | ---- | ---- | ---- | ---- |
| 238  | 215  | 222  | 190  | 167  | 171  | 167  | 168  | 170  |

## Économie
Le sol de la commune a renfermé l'un des gisements importants de granite de l'Orne. Réservé longtemps à un usage domestique (auges, gadages, etc.), ce matériau a été exploité plus systématiquement de 1870 à 1914 « pour la fabrication de marches, socles, dallages, bordures, pierres tombales, pilastres pour viaduc, ponts et travaux d'art », pouvant mobiliser jusqu'à 50 piqueurs. Ce granite bleu affleure encore par endroits sous forme d'éminences appelées localement « troches »,. 

## Lieux et monuments

### Église paroissiale Sainte-Trinité
Bâtiment du XIXe siècle.

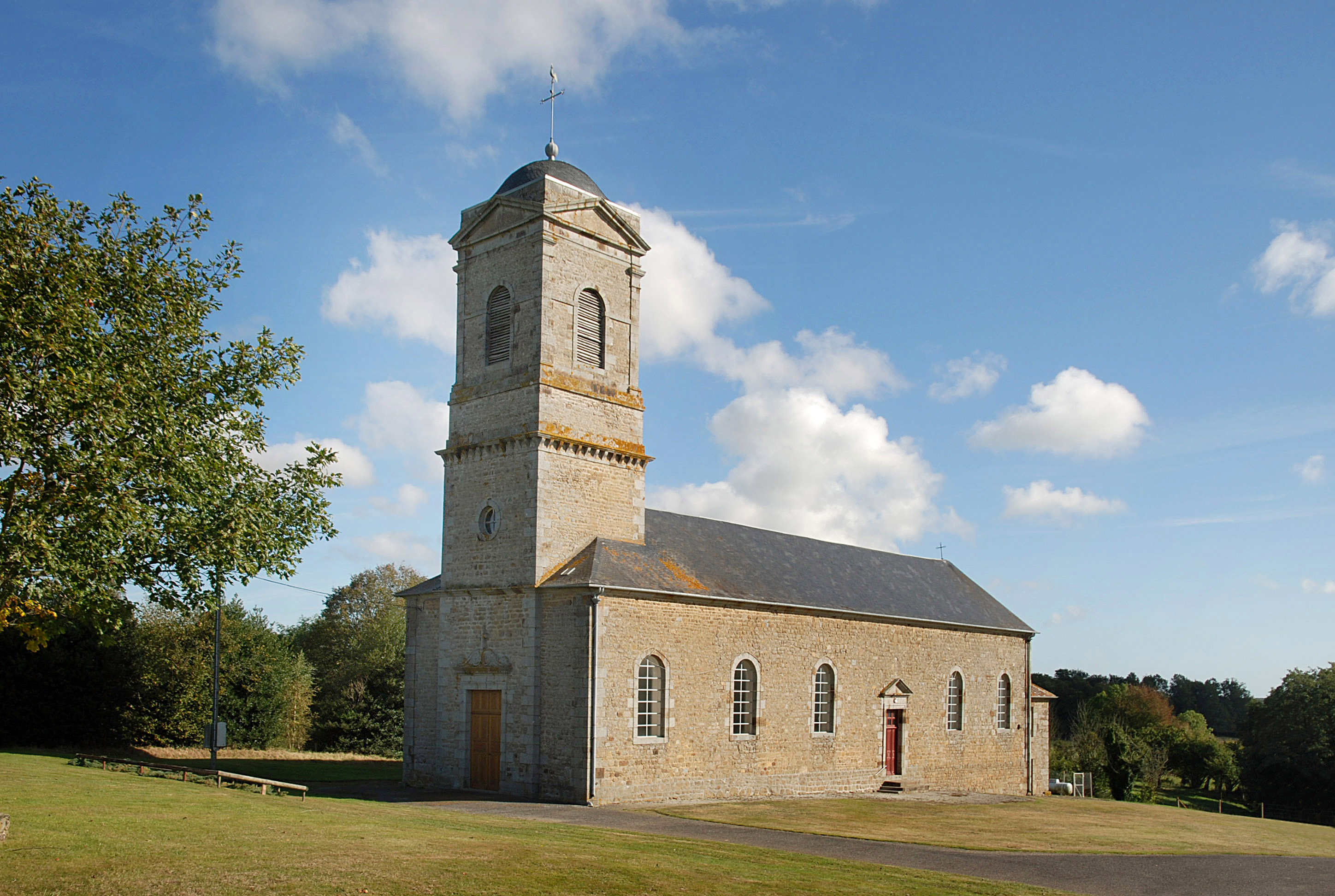
L’église Sainte-Trinité. Vue sud-ouest
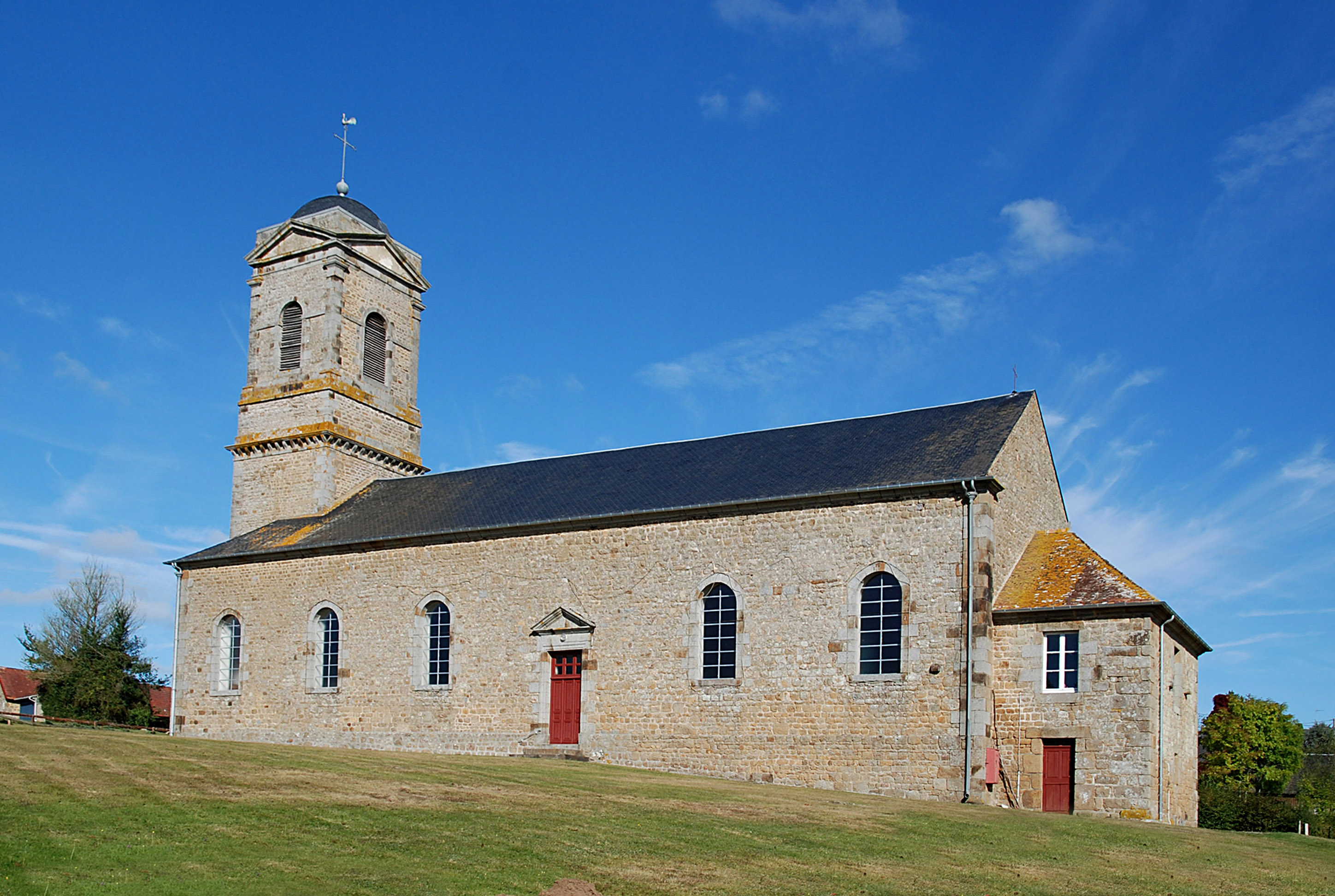
L’église Sainte-Trinité. Vue sud-est.

### Église Notre-Dame de Méguillaume
Datée de la fin du XIIIe siècle, remaniée au XVIe avec l'ajout d'un clocher, puis au XVIIIe siècle avec la reconstruction du clocher, et le réaménagement intérieur. Elle possède encore sa charpente à chevrons formant fermes, ses principaux percements et des décors peints du XIIIe siècle, rares dans cette région où la majorité des églises ont été rebâties au XIXe siècle. Les décors peints du XIIIe siècle, ont été mis au jour en août 2013. La restauration de l'église s'est déroulée d'octobre 2016 à juin 2017. Cette église était autrefois dédiée à saint Sébastien. La paroisse de Méguillaume (ancienne paroisse nommée Mesus Guillelmi en 1335) a été rattachée à celle de Chênedouit en 1822.

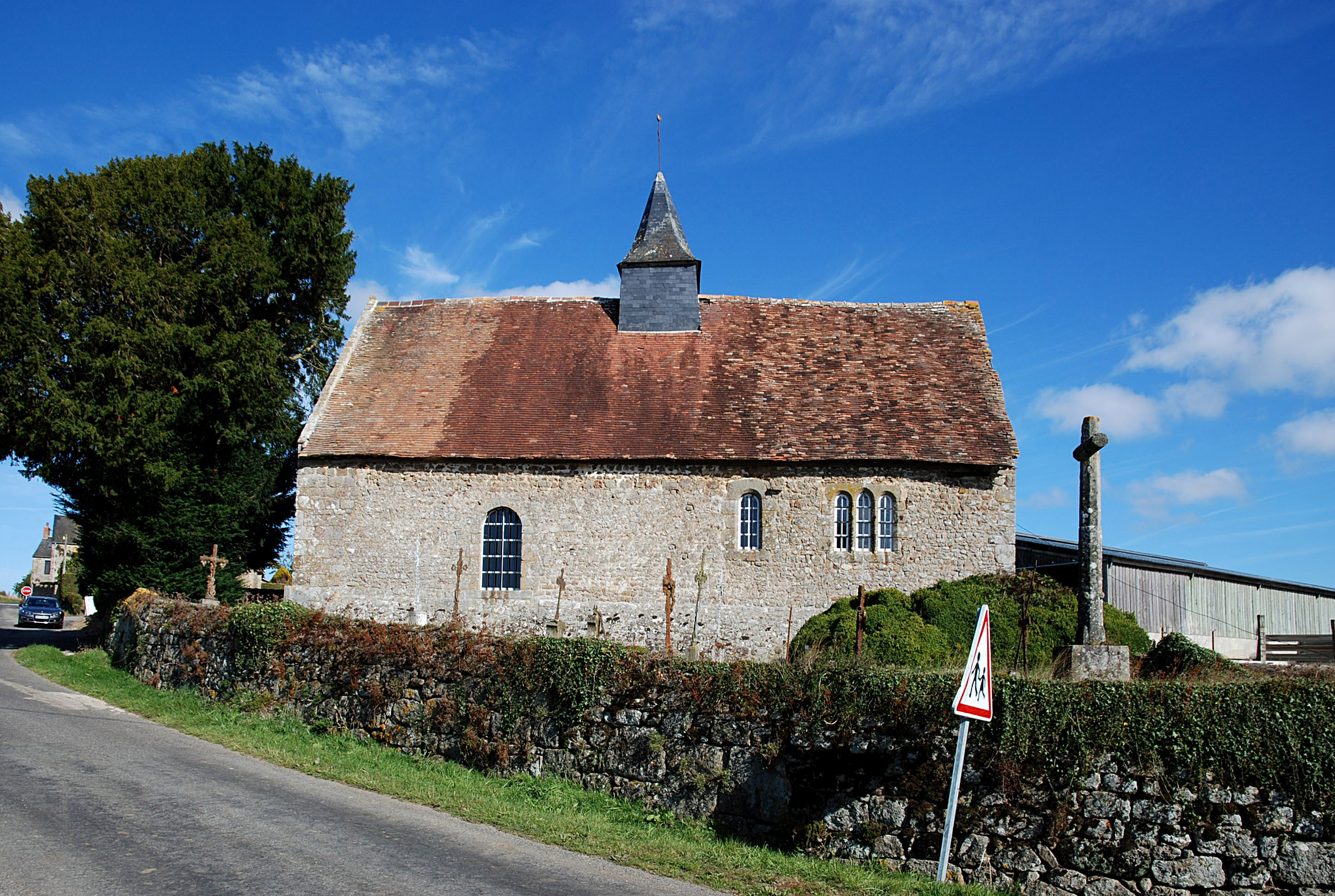
La chapelle Notre-Dame. Vue sud.
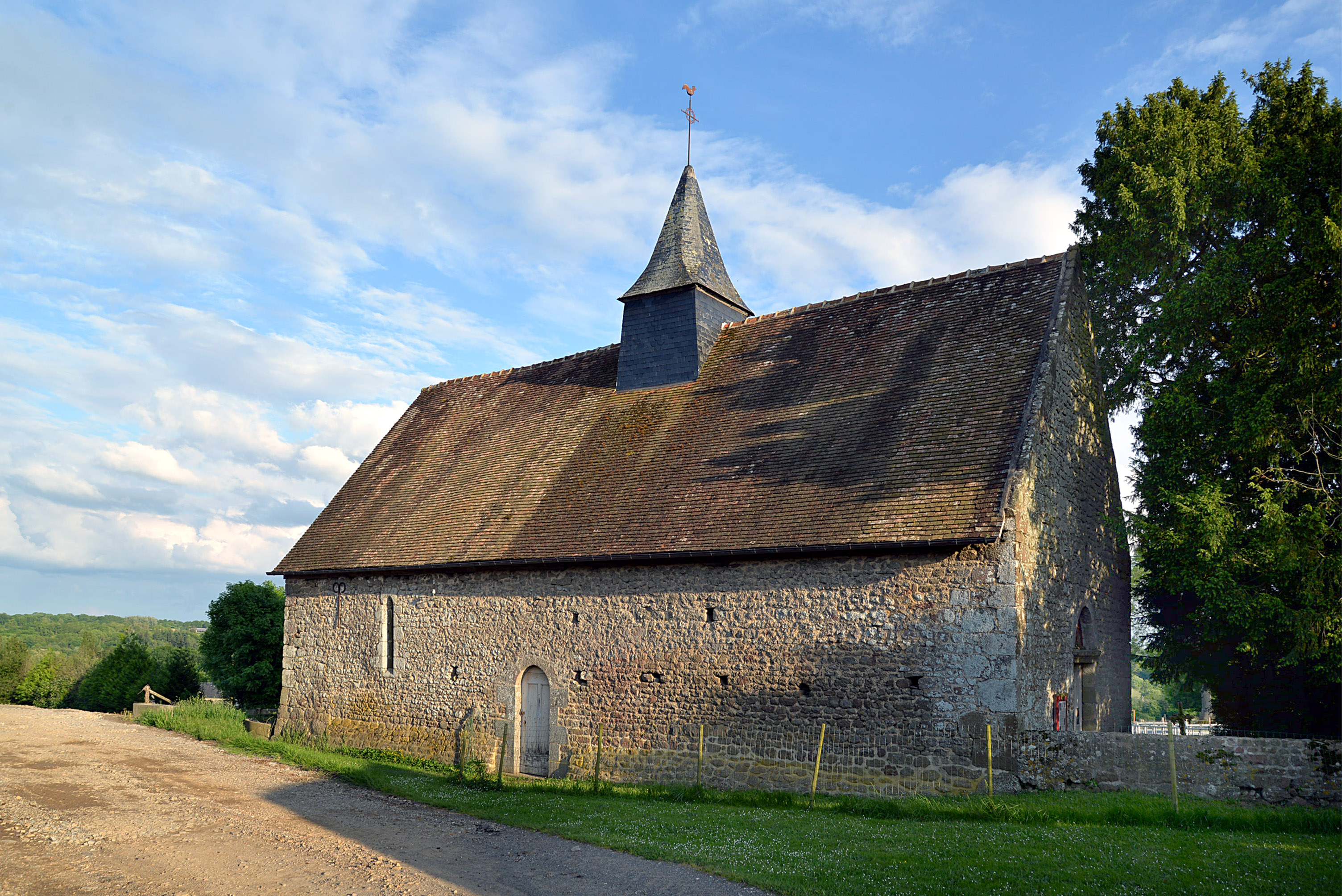
La chapelle Notre-Dame. Vue nord-ouest.
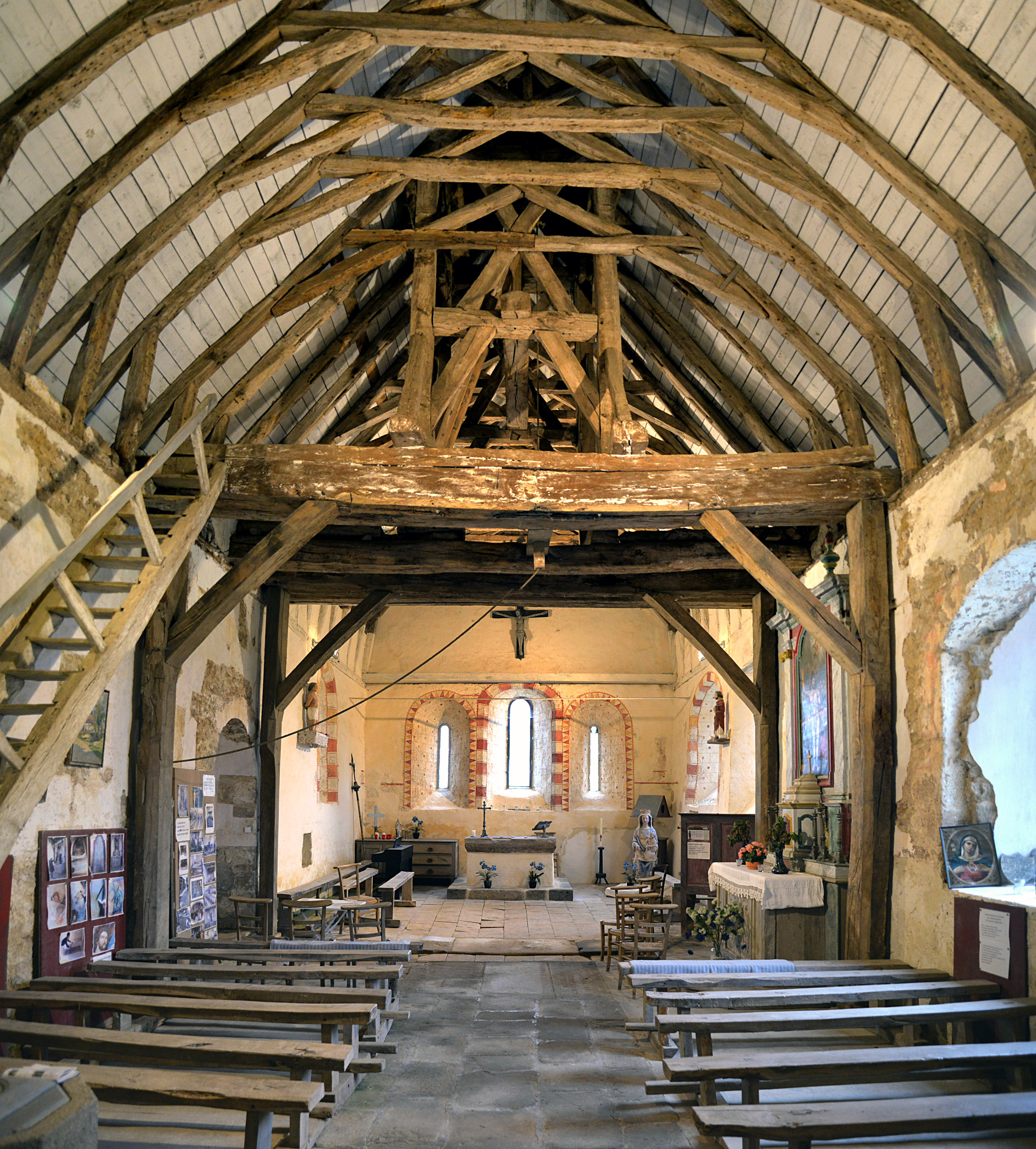
La nef de la chapelle.

### Château du Répas
Ce château, caractéristique du tout début du XVIIe, anciennement rattaché à la vavassorerie du Répas (Répassus ou Répast dans le Terrier de la Vicomté de Falaise en 1326), est inscrit au titre des monuments historiques. De style Henri IV, il a été construit sur les fondations de l'ancien manoir fortifié du XVe. Ceint de douves en eau, il est disposé en « U » autour d'une cour. Le corps de logis est situé face au pont-levis, au fond de la cour. Deux ailes en retour d'équerre (qui abritent deux galeries au premier étage) donnent accès à deux pavillons venant clore la composition. Côté cour, le château s'ouvre sur une longue perspective arborée. Sur l'arrière, le château donne sur un petit jardin à la française.

### Église Saint-Julien du Répas
Cet édifice modeste, situé au bout de l'allée bordée de hêtres qui prolonge la façade sud-ouest du château, date au moins du XIVe siècle. La première mention qui en est faite remonte en effet à 1377. La chapelle a été rattachée en 1822 à la commune puis achetée quelques années plus tard par le dernier baron de Cheux. Près de l'édifice se trouve une fontaine dont les eaux ont la réputation de guérir les nouveau-nés de la « rifle », à savoir de l'impétigo.
Le rite s'effectuait en neuvaine. La mère de l'enfant, accompagnée de neuf femmes, se rendait pendant neuf jours consécutifs sur le site pour prier saint Julien le Pauvre et réciter le chapelet, tremper le bonnet ou la chemise du nouveau-né dans l'eau miraculeuse et l'en revêtir, mouillés. Plusieurs cycles de neuvaines pouvaient être nécessaires et dans les cas les plus sévères, l'enfant était plongé entier dans l'eau.

### Menhir dit la Droite Pierre
Un monument du Néolithique, classé monument historique.

### Projet éolien
Au mois de juin 2010, le conseil municipal s'est porté candidat pour l'installation d'un projet éolien d'une vingtaine de pièces de 150 m[réf. nécessaire]. Ce projet suscite de vives réactions locales[réf. nécessaire].

## Personnalités liées
- Dom Toustain (1700, Le Repas-1754), historien.